# Stara Wieś (Kałków)
Stara Wieś – część wsi Kałków w Polsce położona w województwie mazowieckim, w powiecie lipskim, w gminie Ciepielów.
W latach 1975–1998 Stara Wieś administracyjnie należała do województwa radomskiego.